# Квадрупольна лінза

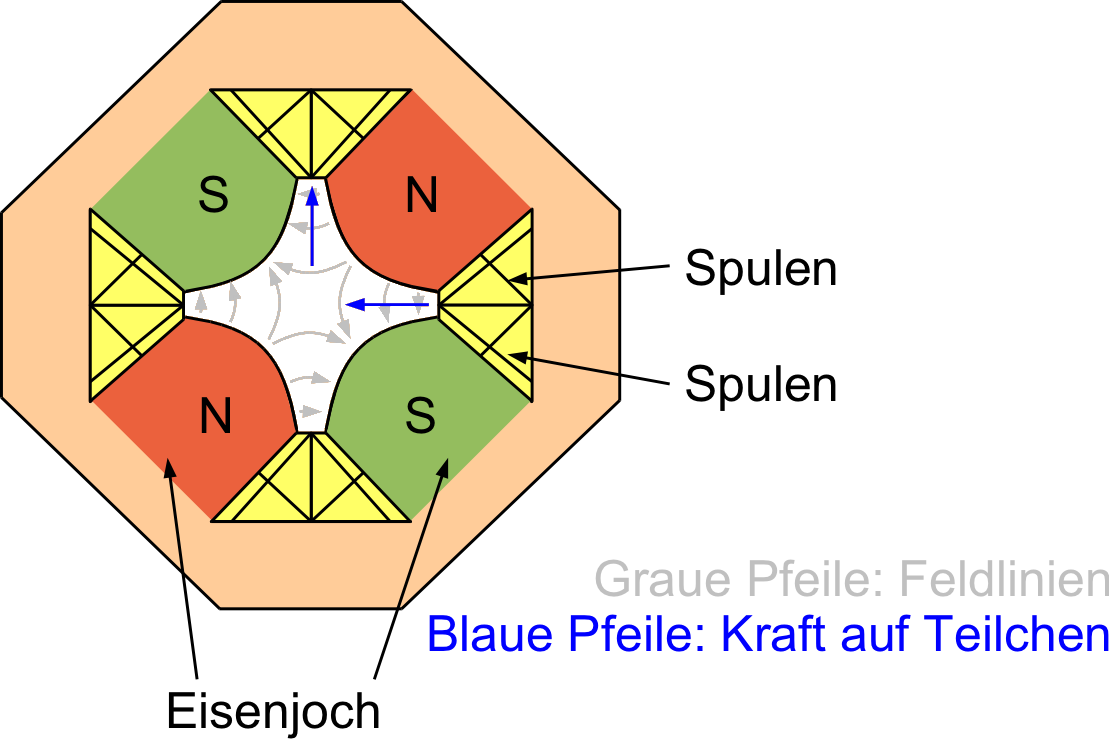
Схема поперечного перерізу квадропольної лінзи. Червоні і зелені — полюса, рожеве — залізне ярмо для замикання магнітного потоку, жовті — струмові обмотки. Сірим показані лінії магнітного поля. Синіми стрілками — сила, що діє на відхилений частку.

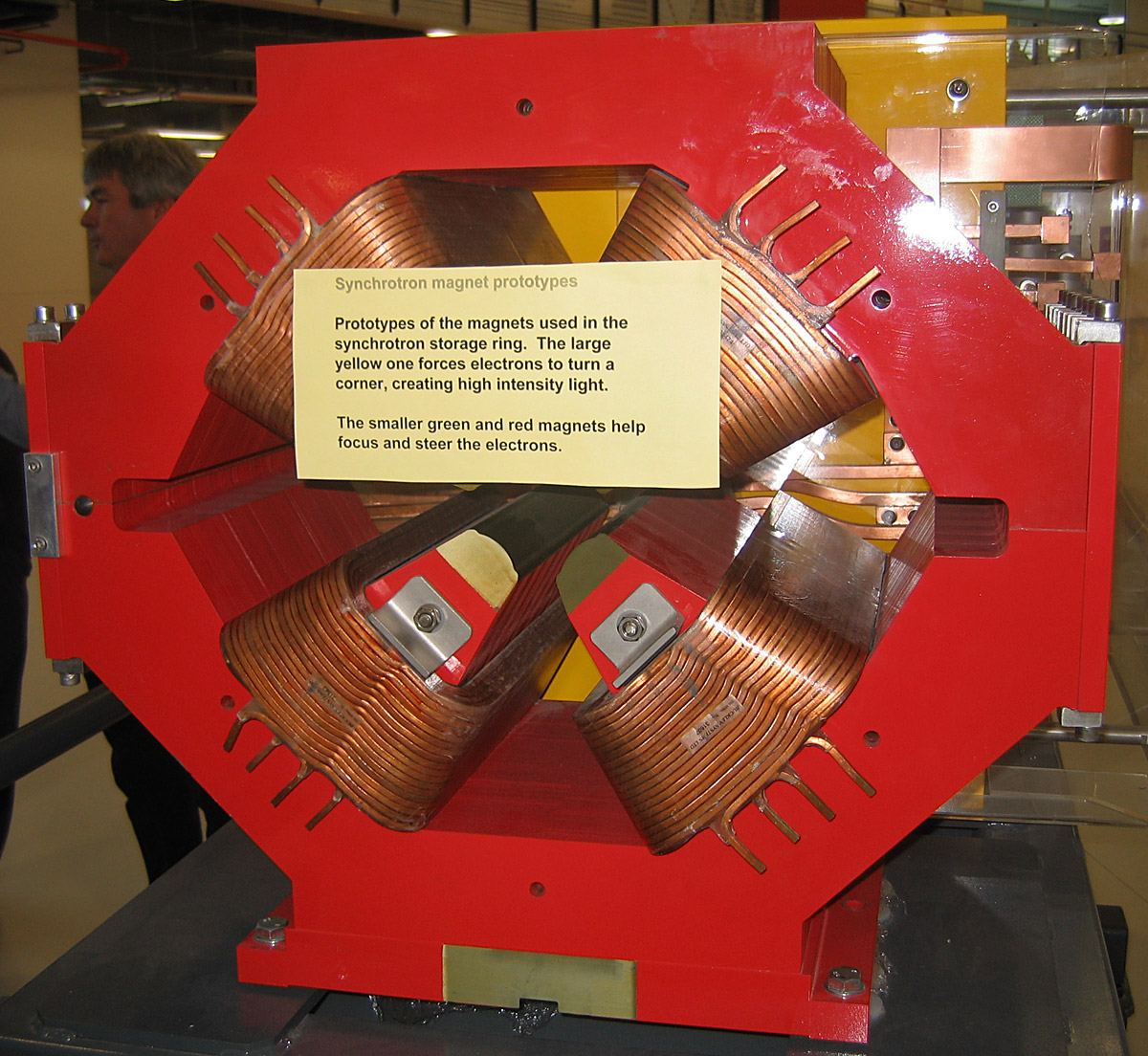
Прототип квадрупольної лінзи для Австралійського синхротрона.

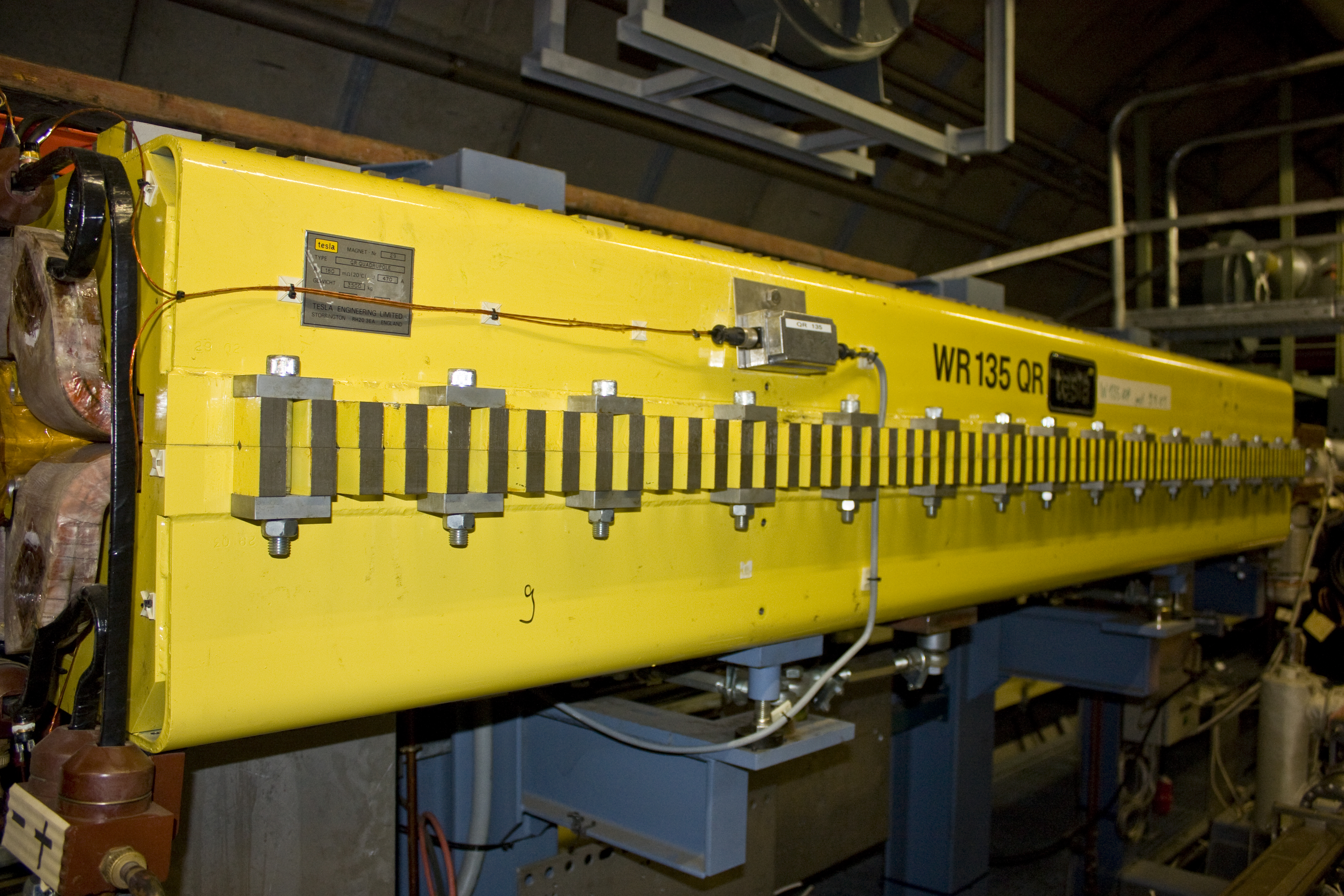
Довга квадрупольному лінза для коллайдера HERA, лабораторія DESY, Німеччина. Вага лінзи 3.5 тонни.

Квадрупольна лінза — пристрій для фокусування пучків заряджених частинок за допомогою магнітного або рідше електричного поля квадрупольної конфігурації.

## Поле квадрупольної лінзи
Припустимо, що треба сфокусувати пучок частинок на одну з координат, тобто частка з відхиленням {\displaystyle x} повинна отримати поштовх до осі пучка, пропорційний її відхиленню:{\displaystyle \Delta x'=P\cdot x={\frac {\int H_{y}(x,s)ds}{pc}}} . Іншими словами, вертикальна компонента магнітного поля лінзи повинна мати лінійну залежність від поперечної координати {\displaystyle H_{y}(x)=G\cdot x} . Будемо вважати, що лінза нескінченно довга, тобто завдання двумірне, повздовжня компонента поля відсутня. Тоді з рівнянь Максвелла у вакуумі виходить зв'язок між компонентами поля:{\displaystyle rot{\vec {H}}=0\to {\frac {\partial H_{x}}{\partial y}}-{\frac {\partial H_{y}}{\partial x}}=0}. Скалярний потенціал у цьому випадку має вигляд {\displaystyle \Psi (x,y)=G\cdot xy}, і неважко побачити, що фокусування частки на одній з координат веде до еквівалентного дефокусування на другій координаті.

## Класична квадрупольному лінза
Розподіл поля в вакуумі повністю визначається граничними умовами. Розглянемо еквіпотенціаль квадрупольного поля:{\displaystyle G\cdot xy=const}. Це гіпербола. Таким чином, якщо виготовити полюса магніту в формі гіперболи з магнітом'ягкого матеріалу з високою магнітною проникністю {\displaystyle \mu \gg 1}, то вони створять еквіпотенціаль, який створить правильні граничні умови. Для ідеального квадрупольного поля гілки гіперболи повинні тягнутися уздовж осей нескінченно. У реальності їх доводиться обривати, розташовувати струмові обмотки, це створює поправки, що псують якість поля. Однак, при дотриманні 4-кратної симетрії дозволені лише мультипольні поправки високого порядку{\displaystyle H_{y}(x)=G\cdot x+h_{5}\cdot x^{5}+h_{9}\cdot x^{9}+\dots } . Невеликими спотвореннями гіперболічного профілю полюса можна домогтися зменшення мультипольних поправок.

## Лінза Панофского
Квадрупольна лінза, в якій розподіл струму формується не залізним полюсом, а розподілом струму вперше запропонована В. К. Х. Панофським в 1959 році. Якщо в прямокутному «вікні» залізного ярма уздовж стінок розташувати нескінченно тонкі струмові пластини з рівномірним розподілом струму, то можна показати, що всередині вікна залежність поля буде лінійна по поперечній координаті.

## Надпровідна лінза
Надпровідники використовуються, як правило, для магнітних елементів з великим полем, при якому залізо «теплих» магнітів насичується і перестає визначати конфігурацію магнітного поля. Тому в надпровідних лінзах конфігурацію поля також створює розподіл струму. Найчастіше використовуються так звані «косинусні обмотки»: на поверхні циліндра розташовуються поздовжні витки обмотки, так щоб в поперечному перерізі лінійна густина струму була пропорційна {\displaystyle cos(\theta )}. В цьому випадку всередині циліндра поле буде квадрупольним.